# ロボトロン2084
『ロボトロン2084』（ROBOTRON: 2084）は1982年にウィリアムス（Williams）が発売したアーケードゲームで固定画面の全方位攻撃シューティングゲーム。ゲームデザインとプログラムはユージン・ジャーヴィス（Eugene P. Jarvis）。
人間を不要なものと看做したロボットが人類に反旗を翻した。遺伝子操作実験から超能力戦士となった主人公は人類最後の希望。

## 概要
8方向レバー2本（移動と攻撃）で主人公を操作。画面内に配置された敵を全滅させれば1ステージクリア。
ステージ内には主人公と敵の他に人間が逃げ回っている。人間は特定の敵に接触すると死亡してしまうのでその前に救出する。得点が得られる以外のメリットは無い。
敵は単調に主人公を追い回すだけのもの、時折飛び道具で攻撃してくるもの、誘導弾、上述の人間たちを改造兵器にしてしまうもの等、非常に多彩な行動を取る。

## エピソード
- 独特の操作方法は、交通事故で右手が不自由になった自分が楽しめるゲームを、という願いの実現である。
- 題名に含まれる「TRON」がディズニーの同名映画（同年）である事を理由にディズニーが提訴したが、ウィリアムス側が勝訴している。なお、ディズニーライセンス下に『TRON』のゲームも存在する。

## 移植
- 1998年 - 『ロボトロンX』 - プレイステーション - ゲームバンク　テクノのBGM等、アレンジ
- 2005年 - 『ロボトロン2084』 - Xbox 360 - Xbox Live によるオンラインでの協力プレイ・対戦プレイが可能。

## 関連作品
- NARC
- スマッシュT.V. - ユージン・ジャーヴィスの構想にあった本作の発展形。
- robots - このゲームの元となったCUIベースのコンピュータゲーム